# Сизонов Дмитро Юрійович
Сизóнов Дмитро Юрійович — український мовознавець, доктор філологічних наук (2024), доцент (2014). Член Бюро лінгвістичної експертизи Міжнародної торгової палати (2016). Автор численних праць із медіалінгвістики.

## Біографія
Дмитро Сизонов народився 17 червня 1987 року в м. Горлівка (Донецька область) у родині вчителів.
2004 - 2009 рр. навчався на філологічному факультеті Національного педагогічного університету імені М. П. Драгоманова.
2009 р. закінчив магістратуру Інституті філології Київського національного університету імені Тараса Шевченка. З 2009 р. навчався в аспірантурі. 2012 р. захистив дисертацію на тему «Лінгвопрагматичний потенціал медичної термінології в українських ЗМІ» (науковий керівник — доктор філологічних наук, професор, завідувач кафедри стилістики та мовної комунікації  Київського національного університету імені Тараса Шевченка Л. І. Шевченко).
З 2012 р. — асистент кафедри стилістики та мовної комунікації КНУ імені Тараса Шевченка. З 2014 р. — доцент кафедри історії та стилістики української мови (з 2016 - стилістики та мовної комунікації) КНУ імені Тараса Шевченка.

## Наукові здобутки
З 2014 року — відповідальний секретар фахового збірника «Актуальні проблеми української лінгвістики: теорія і практика», який входить до світових наукометричних баз.
2015 р. став Лауреатом премії «Найкращий викладач-2015» за інноваційну працю «Українська мова та література: тестовий комплекс».
З 2016 р. — член Бюро лінгвістичної експертизи Міжнародної торгової палати (2016).
1 червня 2016 р. за рішенням Комітету з державних премій України в галузі науки і техніки отримав стипендію Кабінету міністрів України для молодих учених.
З 2016 р. разом з проф. Шевченко Л.І. випускає серію щорічних лексикографічних праць "Нові слова та фразеологізми в українських мас-медіа". У 2021 році вийшли перші в Україні підручники з теорії медіалінгвістики та лінгвістичної експертизи.  

## Наукові інтереси
Дмитро Сизонов досліджує мову сучасних українських ЗМІ. У колі наукових інтересів — медіалінгвістика, політична лінгвістика, юрислінгвістика як нові інтегральні галузі сучасної європейської гуманітаристики. Д. Сизонов акцентує увагу на функціонально-стилістичному та прагматичному аспектах дослідження сучасної української мови. Мовознавець досліджує, зокрема, терміни у вторинній функції, медійні фразеологізми, лексеми-ярлики, концепти та ідеологеми сучасного українського медійного простору.

## Публікації
Дмитро Сизонов — автор монографії «Медична термінологія в мас-медіа: стилістичний потенціал», словника «Медична термінологія в українських ЗМІ», численних публікацій з проблем функціональної стилістики, медіалінгвістики, політичної лінгвістики. У 2015 році у співавторстві з Л. Шевченко та Д. Дергачем видав наукові видання «Медіалінгвістика: Словник термінів і понять», «Юрислінгвістика: Словник термінів і понять»

### Основні наукові праці (книжкового типу)
- - Медіалінгвістика: Словник термінів і понять / Л. І. Шевченко, Д. В. Дергач, Д. Ю. Сизонов / За ред. Л. І. Шевченко. Київ : ВПЦ «Київський університет», 2014. 326 с.[15]
  - Юрислінгвістика : Словник термінів і понять / Л. І. Шевченко, Д. В. Дергач, Д. Ю. Сизонов, І. В. Шматко / За ред. Л. І. Шевченко. Київ : ВПЦ «Київський університет», 2015. 348 с.
  - Українська мова та література: тестовий комплекс / Д. Ю. Сизонов, О. О. Злотник-Шагіна. Київ : ВПЦ «Київський університет», 2015. 300 с.
  - Медична термінологія в мас-медіа: стилістичний потенціал: монографія. Київ : ВПЦ «Київський університет», 2012. 195 с.
  - Медична термінологія в українських ЗМІ: словник / За ред. Л. І. Шевченко К. : ВПЦ «Київський університет», 2012. 335 с.
  - Ділова українська мова: Навч. посібник. Київ: КІБІТ, 2010. 104 с.
  - Нові слова та фразеологізми в українських мас-медіа / Шевченко Л., Сизонов Д. Київ : ВПЦ "Київський університет", 2022.[16]
  - Лінгвістична експертиза : підручник / Л. І. Шевченко, Д. Ю. Сизонов ; за ред. Л. І. Шевченко. Київ : ВПЦ "Київський університет", 2021. 244 с.
  - Теорія медіалінгвістики : підручник / Л. І. Шевченко, Д. Ю. Сизонов ; за ред. Л. І. Шевченко. Київ : ВПЦ "Київський університет", 2021. 214 с.[17]

### Основні публікації в міжнародних виданнях
- Нова медійна фразеологія в бізнес-комунікації. Актуальні проблеми української лінгвістики: теорія і практика. 2015. Вип. ХХХІ. С. 44-57 Index Copernicus [18]
- Медицинская терминология в белорусских, польских, русских и украинских медиа: семантико-стилистическая характеристика. Stylistyka XXIV, 2015 С. 271-281 Index Copernicus[19]
- Phraseology in Ukrainian media: new problematics and research perspectives. Science and Education a New Dimension.Phylology, V (28), Issue: 115 (2), 2017. P. 78-86. Index Copernicus
- Media Phraseology and the Dynamics of the Ukrainian Language: the Psycholinguistic and Stylistic Paradoxes. Psycholinguistics. 2018. №24(2). Р. 277-292. DOI: 10.31470/2309-1797-2018-24-2-277-291 Web of Science[20]
- Психолінгвістичні основи медіаграмотності: до проблеми інтерпретації медіатекстів. Science and education. 2017. №7. С. 82-88. DOI: 10.24195/2414-4665-2017-7-13 Web of Science[21]
- Фразеологічні інновації української мови у медіалінгвістичному висвітленні. Studia Slavica Hung., 2018. 63/2, 333–346. DOI: https://doi.org/10.1556/060.2018.63.2.13 Scopus [22]
- Parametrization of Language Innovations in Media Communication: Ecolinguistic Dimension. Logos. 2022. 110. 184-191. DOI: https://doi.org/10.24101/logos.2022.19 Scopus [23]